# Jacob Kyrning (Thott)
Jacob Nielsen Kyrning, död 23 januari 1361, var ärkebiskop i Lunds stift från 1355 till sin död.
Jacob Kyrning var son till Christine och Niels Kyrning, riddare av släkten Thott. Han var kanik i Lund, studerade i Paris omkring 1344, och blev 1355 vald till ärkebiskop. Medan han befann sig i Avignon för att få valet bekräftat av påven, lade ståthållaren i Skåne, Bengt Algotsson, beslag på ärkestiftets gods. Ärkebiskopen anslöt sig till kung Magnus Erikssons son Erik då denne förvisade ståthållaren. Men sympatierna vände, och sedan Erik förklarat Valdemar Atterdag krig, tillfångatog han ärkebiskopen och hans folk i Århus den 5 februari 1358. Han släpptes dock efter en kort tid, och fick snart andra bekymmer. 1360 skickade påven två sändebud, för att undersöka stiftets skuld och ärkebiskopens stora frånvaro. Ett brev från påven kallades Kyrning till ett möte i kurian på grund av hands våldsamma behandling av domprosten Niels Axelsen. Han dog ett par månader senare, på Hammershus fästning.